# ستار أكاديمي 11
ستار أكاديمي 11  هو الموسم الحادي عشر من برنامج ستار أكاديمي (عربي). بدأ في 16 أكتوبر 2015. وانتهى في 29 يناير 2016.
كان عدد الطلاب في هذا الموسم 18: 10 شباب و8 فتيات.

## الطلاب
- لبنان: مروان يوسف
- مصر: هايدي موسى
- تونس: نسيم رايسي
- مصر: محمد عباس
- المغرب: حنان الخضر
- لبنان: رافاييل جبور
- مصر: دينا عادل
- المغرب: إهاب أمير
- الجزائر: أنيس بورحلة
- لبنان: مابيل شديد
- السعودية: علي الفيصل
- لبنان: شنتال جعجع
- الجزائر: سهيلة بن لشهب
- مصر: محمد سعد
- العراق: مرتضى النجم
- المغرب: سكينة شكاوي
- البحرين: فاتن عبد الحميد
- سوريا: يوسف درويش

## الأساتذة
- كلوديا مرشليان (مديرة الأكاديمية، حكم)
- الياس الرحباني (ناقد)
- أمير طعيمة (ناقد)
- ماري محفوض (أستاذة فوكاليز، حكم)
- كارلا رميا (مدربة موسيقى، حكم)
- ليسلي عقل (مدربة موسيقى، حكم)
- بيتي توتل (مدربة تمثيل، حكم)
- طوني البايع (مدرب موسيقى)
- ميلاد حدشيتي (مدرب على الماركة الشخصية)
- مارسيلينو جبرايل (مدرّب الرياضة)
- هادي عواضة (مصمم الرقص)
- هادي شرارة (محلل البرايمات)
- كرستال أبي عاصي (أخصائية التغذية)

## البرايمات
| الحلقة | التاريخ   | الضيوف                         | ملاحظات                     |
| ------ | --------- | ------------------------------ | --------------------------- |
| 1      | 16 أكتوبر | وائل كفوري                     | افتتاح الموسم               |
| 2      | 23 أكتوبر | محمد حماقي                     | خروج يوسف درويش من المنافسة |
| 3      | 3 أكتوبر  | سعد المجرد                     | خروج فاتن من المنافسة       |
| 4      | 6 نوفمبر  | أصالة نصري                     | خروج سكينة من المنافسة      |
| 5      | 13 نوفمبر | نوال الزغبي                    | خروج مرتضى من المنافسة      |
| 6      | 20 نوفمبر | يارا                           | خروج محمد سعد من المنافسة   |
| 7      | 28 نوفمبر | جوزيف عطية                     | انسحاب سهيلة                |
| 8      | 4 ديسمبر  | الشاب خالد                     | خروج شنتال من المنافسة      |
| 9      | 11 ديسمبر | أنغام                          | خروج علي من المنافسة        |
| 10     | 18 ديسمبر | ملحم زين، محمد شاهين، مينا عطا | خروج مابيل من المنافسة      |
| 11     | 25 ديسمبر | نانسي عجرم                     | خروج أنيس بورحلة            |
| 12     | 1 يناير   | بوسي، فارس كرم                 | خروج إهاب أمير              |
| 13     | 8 يناير   | مايا دياب                      | خروج دينا عادل              |
| 14     | 15 يناير  | كارول سماحة                    | خروج رافاييل جبور           |
| 15     | 22 يناير  | هيفاء وهبي                     | خروج حنان الخضر             |
| 16     | 29 يناير  | شيرين عبد الوهاب               | فوز مروان                   |

## التوب
| الحلقة | المركز الاول | المركز الثاني | المركز الثالث | المركز الرابع | المركز الخامس |
| ------ | ------------ | ------------- | ------------- | ------------- | ------------- |
| 2      | هايدي        | نسيم          | انيس          | إيهاب         | مابيل         |
| 3      | نسيم         | هايدي         | دينا          | مروان         | علي           |
| 4      | دينا         | نسيم          | هايدي         | محمد عباس     | حنان          |
| 5      | مروان        | هايدي         | إيهاب         | أنيس          | رافاييل       |
| 6      | أنيس         | مروان         | إيهاب         | رافاييل       | محمد عباس     |
| 7      | هايدي        | مروان         | رافاييل       | أنيس          | إيهاب         |
| 8      | إهاب         | مروان         | نسيم          | رافاييل       | علي           |
| 9      | حنان         | محمد عباس     | دينا          | - - -         | - - -         |
| 10     | محمد عباس    | رافايل        | دينا          | - - -         | - - -         |
| 11     | مروان        | نسيم          | محمد عباس     | - - -         | - - -         |

## التصفيات
| رقم البرايم        | الرابح 1             | الرابح 2       | النوميني الأول | النوميني الثاني | النوميني الثالث | المغادر                |
| ------------------ | -------------------- | -------------- | -------------- | --------------- | --------------- | ---------------------- |
| البرايم الأول      | ---                  | ---            | ---            | ---             | ---             | ---                    |
| البرايم الثاني     | رافاييل جبور 58.8 %  | فاتن عبدالحميد | رافاييل جبور   | يوسف درويش      | فاتن عبدالحميد  | يوسف درويش             |
| البرايم الثالث     | حنان الخضر 65.43 %   | سكينة شكاوي    | حنان الخضر     | فاتن عبدالحميد  | سكينة شكاوي     | فاتن عبدالحميد         |
| البرايم الرابع     | علي الفيصل 41.4 %    | مابيل شديد     | سكينة شكاوي    | علي الفيصل      | مابيل شديد      | سكينة شكاوي            |
| البرايم الخامس     | سهيلة لشهب 52.63 %   | محمد سعد       | مرتضى النجم    | سهيلةبن لشهب    | محمد سعد        | مرتضى النجم            |
| البرايم السادس     | حنان الخضر 66.90 %   | شنتال جعجع     | حنان الخضر     | محمد سعد        | شنتال جعجع      | محمد سعد               |
| البرايم السابع     | إلغاء التصويت        | لإنسحاب سهيلة  | سهيلةبن لشهب   | علي الفيصل      | شنتال جعجع      | سهيلة بن لشهب (انسحاب) |
| البرايم الثامن     | حنان الخضر 63.24 %   | دينا عادل      | شنتال جعجع     | دينا عادل       | حنان الخضر      | شنتال جعجع             |
| البرايم التاسع     | هايدي موسى 53.67 %   | ---            | علي الفيصل     | هايدي موسى      | ---             | علي الفيصل             |
| البرايم العاشر     | أنيس بورحلة 54.30 %  | ---            | مابيل شديد     | أنيس بورحلة     | ---             | مابيل شديد             |
| البرايم الحادي عشر | رافاييل جبور 70.76 % | ---            | أنيس بورحلة    | رافاييل جبور    | ---             | أنيس بورحلة            |
| البرايم الثاني عشر | دينا عادل 51.4 %     | ---            | إهاب أمير      | دينا عادل       | ---             | إهاب أمير              |
| البرايم الثالث عشر | رافاييل جبور 54.32 % | ---            | دينا عادل      | رافاييل جبور    | ---             | دينا عادل              |
| البرايم الرابع عشر | نسيم رايسي 59.43 %   | ---            | رافاييل جبور   | نسيم رايسي      | ---             | رافاييل جبور           |
| البرايم الخامس عشر | نسيم رايسي 51.12 %   | ---            | نسيم رايسي     | حنان الخضر      | ---             | حنان الخضر             |

## أحداث

### إيقاف جلسات التواصل
في يوم 22-11-2015، أعلنت الإدارة قرارها إيقاف جلسات خدمات الشبكات الاجتماعية (سوشيال ميديا) الأسبوعية، التي يتواصل من خلالها الجمهور مع الطلاب، بعد أن أصبحت هذه الجلسات محل صراع بين جماهير الطلاب وزادت التوتر بينهم. وقالت في بيان نشرته: "إنه كان لستار أكاديمي 11، وقفات عديدة هذا العام لنبذ العنصرية والتفرقة، والدعوة لتضامن الشعوب والأوطان العربية، ورفع الصوت في وجه الظلم والإرهاب، حصدت أصداء إيجابية على مواقع التواصل الاجتماعي". وأضافت أن هذه المواقع تحوّلت مؤخراً إلى ساحة تجاذب بين نماذج من الجمهور تدعو إلى التحريض على العنصرية والكلام المسيء بحق الطلاب والبرنامج والبلدان الممثلة، بخلاف قاعدة جماهيرية كبيرة هي صورة عن الطلاب المتحدين داخل الأكاديمية."

### حادث سهيلة
في يوم 24-11-2015، تعرضت الطالبة سهيلة بن لشهب لحادث أدى إلى استبعادها من المنافسة. أعلنت إدارة البرنامج في تقرير مصور، أنها كانت تلعب وتتسلّق حافة السلم، فسقطت من ارتفاع 6 أمتار، ما سبب تضرر حوضها وفقرتين من ظهرها، واقتضى جراحة وراحة تامة 4 أسابيع. وقد شكك متابعون في صحة ذلك التقرير، متهمين الإدارة بتزييف الأمر. إذ ظهرت سهيلة في التقرير بثلاث لقطات خاطفة مبتورة: الأولى وهي تتسلّق حافة السلم، والثانية مبهمة وهي تفلت يدها وتختفي، والثالثة وهي على الأرض، قبل أن تُنقل إلى المستشفى. وعلّقوا عبر خدمات الشبكات الاجتماعية بأن مما يستدعي التشكيك هو أنهم حين بدأوا بتداول المقطع من يوتيوب، أُزيل فجأة؛ وأنها يوم الحادث، بعد نفس لقطة حافة السلم تلك، ظهرت تمشي إلى المطبخ بطريقة عادية؛ وأنها كانت تعاني في الأيام السابقة من مشاكل تعرضت لها، وأعلنت رغبتها في الانسحاب؛ وأنه لم يظهر أحد من زملائها معها في اللقطات؛ وأنّ عرض اللقطات مبتورة مبهمة يدعو إلى الشك والتساؤل عما حدث؛ إذ أن الأجهزة تسجل كل ما تصوره الكاميرات الراصدة للطلاب في كل أنحاء المبنى. وطالبوا بكشف حقيقة الحادث المزعوم بما لا يدع مجالاً للشك. وصرح مدير أعمال سهيلة أن ما حدث يعد «فضيحة» للبرنامج والقناة. وطالب محبيها بمقاطعتهما. وقال: «كل شيء سيناريو ملفق أجبرتها عليه إدارة البرنامج».

## انتقادات
رصدت تقارير صحفية انتقادات كثير من متابعي البرنامج في هذا الموسم، تتعلق بالنتائج المعلنة لتصويت الجمهور وتأثير جنسيات المتسابقين على حظوظهم فيها. وبلغ الانتقاد لدى بعض الجمهور حد الاعتراض على النتائج ونعتها بأنها مزوّرة. وبحسب محررة بصحيفة القبس، فإنه بعد فوز متسابقين مصريين بالمواسم الثلاثة السابقة، «كان لا بد من وضع سيناريوهات جديدة لإنقاذ الموسم 11 وعدم تحويله إلى برنامج لتخريج المواهب المصرية». كان المتأهلون للنهائي هم: اللبناني مروان يوسف، التونسي نسيم الرايسي، والمصريان محمد عباس وهايدي موسى. تدخّلت جهات لبنانية بحملة كبيرة للتصويت لمروان؛ منها وزارة الاتصالات، بخفض التعرفة لحث الشعب على التصويت لمواطنهم، والمؤسسة اللبنانية للإرسال (أل بي سي)، بالدعوة المكثفة للتصويت له، وهو ما استغربته محررة «القبس» من مؤسسة تُعتبر «عرّابة» البرنامج حريّ بها الحياد نحو الطلاب. وفي ليلة الحلقة الختامية كانت النتيجة قد تسربت عبر موقع «جريدة البلد» اللبناني قبل ساعات من إيقاف التصويت، فيما وصفه «معلومات خاصة» له، بأن النتيجة حُسمت لصالح اللبناني مروان يوسف. وجاء في نص الخبر: «السنوات الثلاث الأخيرة كانت من حصّة مصر. فمبروك للبنان..».
واعتبر منتقدون من رواد وسائل التواصل أن النتيجة لا تعكس آراء الجماهير في الواقع. ورصد موقع إعلام.أورج مؤشرات تؤكد ذلك؛ منها تصدّر وسم داعم لهايدي عبر تويتر وفيسبوك أكثر من أي متسابق آخر، وأن نسبة مروان المعلنة في النتيجة، وهي 55.46%، تفوق نصيب منافسيه الثلاثة مجتمعين، بينما كان عدد معجبي صفحته في فيسبوك هو الأقل بينهم. واستند معترضون مصريون في موقع تويتر على أن بضعة ملايين من لبنان لا يمكنهم التغلب في التصويت على عشرات الملايين من مصر، معتبرين أن هايدي ومحمد أُقصيا لأنهما مصريان. وبتعبير محرر بمجلة كلام الناس، تسبب وصول هايدي ومحمد معًا بتفتيت التصويت بينهما وإضعاف فرصة أي منهما في الفوز. وفي مقالة بعنوان «اللقب لمروان يوسف والنجومية لهايدي موسي»، وصف محرر بمجلة «هي» ما حدث في النهائي بأنه مغاير تمامًا لنهائيات برامج اكتشاف المواهب لأنه رأى النجومية متحققة في متسابق ليس هو الفائز باللقب.
ورأى معترضون مغاربيون أن المتسابق المغاربي يكون مصيره الإقصاء لمصلحة مصري أو لبناني، حتى عندما تدل المؤشرات في الواقع على أن أغلبية الجمهور يدعمونه. تمثّل ذلك بنتيجة البرايم الثاني عشر، حينما أُقصي المغربي إهاب أمير لصالح المصرية دينا عادل. وكان لإهاب حينها أغانٍ في يوتيوب حققت ملايين المشاهدات، ومئات آلاف المعجبين بصفحته في فيسبوك، وحظي باستقبال حاشد يوم عودته، وكان عدد من النجوم والإعلاميين قد أعلنوا دعمهم له. قوبلت النتيجة باعتراض كثيف واستهجان شديد من الجمهور المغاربي، ووصفوها بـ«الظالمة». وتساءل بعضهم: عندما كانت المتسابقة المصرية في دائرة الخطر مع المغربية حنان الخضر لم تحظَ بتصويت كبير، فمن هو الجمهور الذي صوّت لها هذه المرة؟